# Busbahnhof Klaipėda

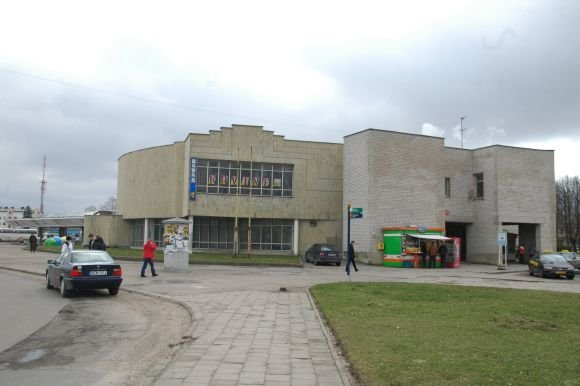
Alter Busbahnhof (bis 2009)

Der Busbahnhof Klaipėda (litauisch Klaipėdos autobusų stotis) der drittgrößten Stadt Litauens befindet sich unweit vom Bahnhof Klaipėda und des Skulpturparks Klaipėda. Täglich werden 6000–8000 und jährlich 2 Millionen Passagiere bedient. Der Bahnhof besteht aus zwei Teilen: dem Verkehrsteil und dem Geschäftsteil (Supermarkt, Presse, Souvenirs etc.)

## Geschichte
Der erste Busbahnhof Klaipėda war mit einem hölzernen Dach versehen. Von 1987 bis 1989 baute man einen neuen Busbahnhof Klaipėda, der zu groß und unbequem projektiert wurde. 2009 wurde er abgebrochen und mit dem Bau des dritten Busbahnhofs begonnen. Der Bau wurde von der Stadtgemeinde Klaipėda finanziert und von den privaten Unternehmen kofinanziert. Am 28. August 2009 wurde der neue Busbahnhof eröffnet.

## Verkehr
Stadtbusse
- Nr. 1: Vakarų laivų gamykla – Autobusų stotis (VLG)
- Nr. 8: südliche Stadtteile – Autobusų stotis

Mikrobusse
- Nr. 5: südliche Stadtteile – Autobusų stotis
- Nr. 11: Autobusų stotis – Šernų sodai

Regionale
Klaipėda–Vilnius, Klaipėda–Palanga, Klaipėda–Šiauliai, Klaipėda–Šilutė, Klaipėda–Kretinga, Klaipėda–Riga, Klaipėda–Liepāja, Klaipėda–Kaliningrad, Klaipėda–Tallinn.